# Tony Dorigo
Anthony Robert "Tony" Dorigo, född 31 december 1965 i Melbourne i Australien, är en engelsk fotbollsspelare som spelade vänsterback under hela sin karriär.

## Karriär
Tony Dorigo skrev på för Aston Villa som 18-åring 1983, och där spelade han till 1987. Han spelade 111 ligamatcher och gjorde ett mål.
Dorigo såldes till Chelsea 1987 för 475 000 pund, och under sin första säsong i Londonklubben blev han utsedd till "Årets Spelare". Samma år åkte Chelsea ned en division, men de var tillbaka i Division 1 nästa säsong. 1991 såldes han på egen begäran till Leeds United, efter att ha spelat 146 ligamatcher och gjort elva mål. Dorigo vann Division 1, som var den högsta divisionen fram till 1992 då FA Premier League skapades, med Leeds under sin första säsong. Han spelade i Leeds vita tröja till 1997, då han värvades av den italienska klubben Torino. Också här blev han utsedd till Årets Spelare efter att ha hjälpt Torino till Playoff, även om han missade en straff i finalen.
1998 tvingades Torino av finansiella skäl att sälja Dorigo. Derby County köpte honom, där han spelade två säsonger. 41 ligamatcher och två mål blev facit för Dorigo i Derby. Han avslutade sin karriär i Stoke City 2000–2001. Där spelade han 36 ligamatcher, men gjorde inga mål.
Trots att Dorigo var född i Australien hade han brittiskt pass och spelade sju landskamper för Englands B-lag, 11 för U21-laget och dessutom 15 landskamper för A-landslaget.